# Roy McFarland
Roy McFarland, né le 5 avril 1948 à Liverpool (Angleterre), est un footballeur anglais, qui évoluait au poste de défenseur central à Derby County et en équipe d'Angleterre.
McFarland n'a marqué aucun but lors de ses vingt-huit sélections avec l'équipe d'Angleterre entre 1971 et 1977.

## Palmarès

### En équipe nationale
- 28 sélections et 0 but avec l'équipe d'Angleterre entre 1971 et 1977.

### Avec Derby County
- Vainqueur du Championnat d'Angleterre de football en 1972 et 1975.
- Vainqueur du Championnat d'Angleterre de football D2 en 1969.
- Vainqueur du Charity Shield  en 1975.
- Vainqueur de la Texaco Cup en 1972.